# Pat Garrett and Billy the Kid
Pat Garrett and Billy the Kid is een Amerikaanse western uit 1973 onder regie van Sam Peckinpah.

## Verhaal
In 1881 ontsnapt Billy the Kid aan ophanging door twee hulpsheriffs neer te schieten. Sheriff Pat Garett en zijn mannen zetten de achtervolging in.

## Rolverdeling
| Acteur             | Personage            |
| ------------------ | -------------------- |
| James Coburn       | Pat Garrett          |
| Kris Kristofferson | Billy The Kid        |
| Richard Jaeckel    | Sheriff Kip McKinney |
| Katy Jurado        | Mevrouw Baker        |
| Chill Wills        | Lemuel               |
| Barry Sullivan     | Chisum               |
| Jason Robards      | Gouverneur Wallace   |
| Bob Dylan          | Alias                |
| R.G. Armstrong     | Ollinger             |
| Luke Askew         | Eno                  |
| John Beck          | Poe                  |
| Richard Bright     | Holly                |
| Matt Clark         | J.W. Bell            |
| Rita Coolidge      | Maria                |
| Jack Dodson        | Howland              |
| L.Q. Jones         | Black Harris         |